# Deltochilum amazonicum
Deltochilum amazonicum är en skalbaggsart som beskrevs av Bates 1887. Deltochilum amazonicum ingår i släktet Deltochilum och familjen bladhorningar. Inga underarter finns listade i Catalogue of Life.